# Mortal Treason
Mortal Treason è stata una metalcore/christian metalcore band di Hartselle, Alabama. Pubblicarono due album sotto l'etichetta Flicker Records. Il loro primo album, intitolato A Call to the Martyrs, possiede qualcosa in più rispetto al tradizionale stile metalcore. Il secondo album, Sunrise Over a Sea of Blood, è dotato di un grande sound death/black metal. Quando la band in seguito si sciolse, i componenti dichiararono: 
circolarono comunque voci di ben altri problemi con la loro etichetta.

## Formazione

### Membri fino allo Scioglimento
- Seth Kimbrough - voce (2004-2006)
- Josh Jarret - chitarra (2004-2006)
- Adam Wright - chitarra (2005-2006)
- T.J. Alford - basso (2005-2006)
- Elizabeth Kimbrough - tastiere (2005-2006)
- Steve Robinson - batteria (2005-2006)

### Ex componenti
- Richie Reale - chitarra (2004-2005)
- Alan Sears - basso (2004-2005)
- Chase Nickens - batteria (2004-2005)
- Marc Reddington - batteria (2005)

## Discografia
- 2004 - A Call to the Martyrs (Flicker Records)
- 2005 - Sunrise Over a Sea of Blood (Flicker Records)